# Awangarda (sztuka)

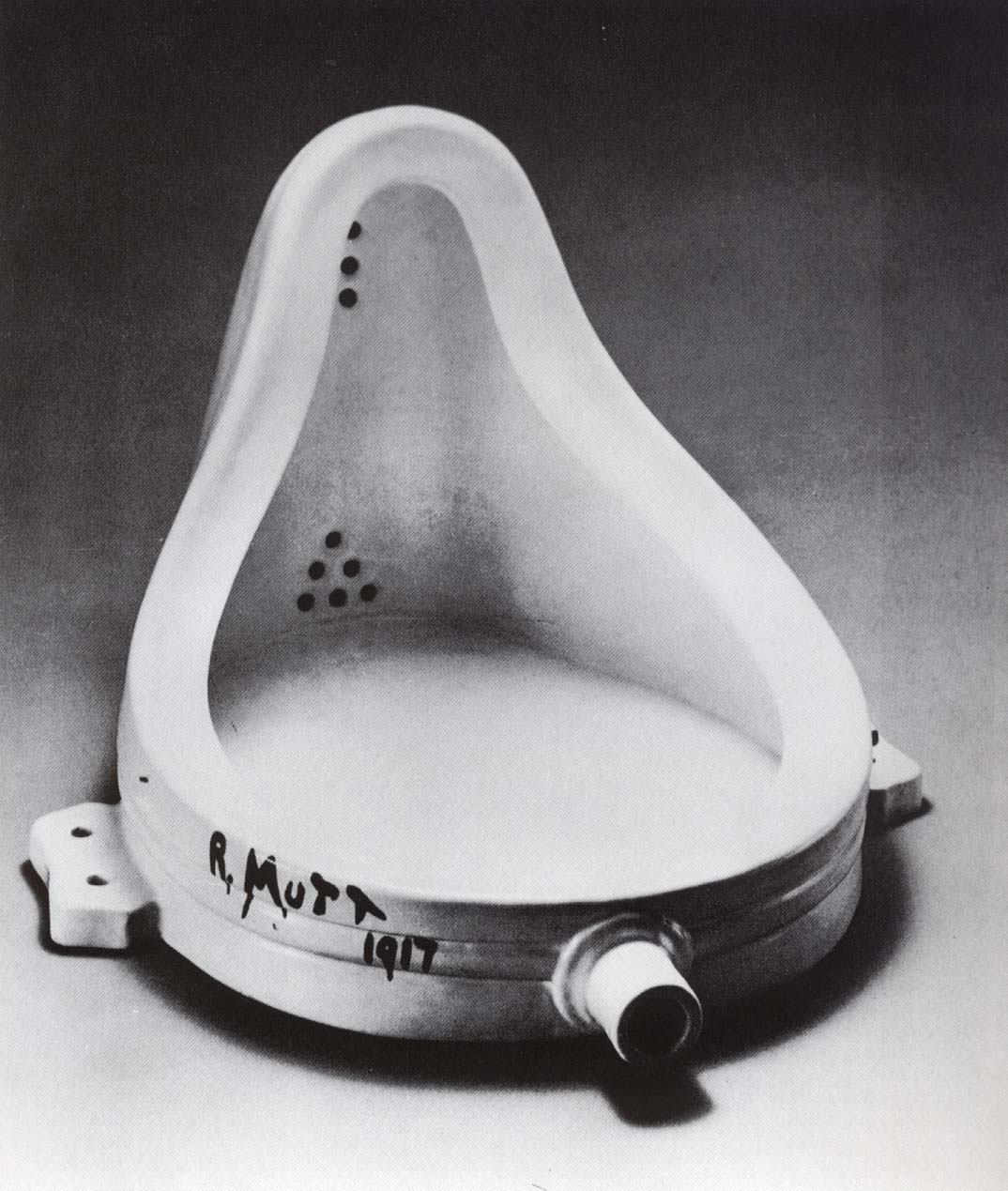
Fontanna – Marcel Duchamp (sygnowane R. Mutt), 1917

Awangarda (z fr. avant garde „straż przednia”) – zespół tendencji i kierunków w sztuce XX wieku odrzucający dotychczasowe style, tworzący własny świat, nienaśladujący rzeczywistości, szukający odrębnego języka wyrazu. Po I wojnie światowej rozwijała się ona bujnie w krajach europejskich, choć w III Rzeszy sztuka abstrakcyjna została potępiona i zakazana jako objaw „zwyrodnienia”.

## Wstęp
Twórcy awangardy odrzucali dorobek kulturowy i poszukiwali nowych, oryginalnych rozwiązań ideowo-artystycznych. Zjawisko pojawiło się ok. 1910 roku i wiązało się z powstaniem nowych kierunków w sztuce takich jak:
- dadaizm
- ekspresjonizm
- fowizm
- futuryzm
- konstruktywizm
- kubizm
- surrealizm

a także nurtów kształtujących się po II wojnie światowej:
- minimalizm
- sytuacjonizm (ruch społeczno-artystyczny)
- sztuka konceptualna
- sztuka ziemi

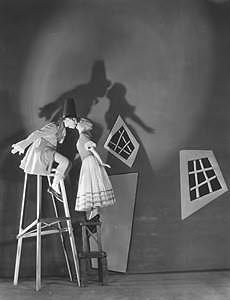
Fotografia Brak Miłości (aut. Robert Florey, 1927)

Stefan Morawski jako cechy przysługujące wszystkim kierunkom awangardy wylicza:
- pionierstwo
- zdystansowane podejście do sztuki zastanej
- pogarda dla kanonów wytworzonych w przeszłości
- częste teoretyzowanie na temat podejmowanych działań (często, z wyjątkiem kubizmu, teorie wyprzedzały praktykę)
- traktowanie sztuki jako prekursora i animatora społecznego postępu
- czerpanie inspiracji z nauki i techniki (kubiści z teorii względności, surrealiści z psychoanalizy, futuryści z techniki)

Termin jest wykorzystywany również obecnie dla określenia dokonań artystycznych, które wykraczają poza schematy i nie poddają się prostej klasyfikacji, np. muzyka awangardowa.

## Awangarda w literaturze
Podstawą dla awangardzistów była twórczość opozycyjna wobec wzorców będących spadkiem po romantyzmie i Młodej Polsce. Jedną z podstawowych zasad działania ruchów awangardowych XX wieku było dążenie do zamknięcia nowej wizji poezji w wyraźnym programie. Poeci awangardowi szukali teoretycznego uzasadnienia swojego działania twórczego. Wychodzili z założenia, że tworzenie nie jest dziełem przypadkowym, ale wyrazem pewnych przekonań, które da się przedstawić w formie jasno sformułowanych zasad. Stąd na początku XX wieku pojawiło się wiele manifestów artystycznych, w których twórcy przedstawiali nową wizję poezji. Prawie każdy ruch awangardowy uważał niemal za swój obowiązek opublikowanie manifestu. Ta zasada nie była obca także polskim awangardystom.

## Teoretyzowanie awangardy
Wielu pisarzy podjęło wysiłek naszkicowania mapy podstawowych parametrów awangardowej aktywności. Jedną z najbardziej udanych i szanowanych próby analizy awangardy jako fenomenu kulturowego pozostaje praca włoskiego eseisty Renato Poggioli z 1962 roku Teoria dell’arte d’avanguardia (Teoria Awangardy). Opracowując historyczne, społeczne i filozoficzne aspekty fenomenu, Poggioli sięga poza specyfikę samej sztuki, poezji i muzyki, by pokazać, że awangardziści mogą podzielać pewne ideały i wartości, które manifestują się w ich nonkonformistycznym stylu życia.
Inni autorzy rozszerzają studia Poggioliego. W Teorii awangardy Peter Bürger zastanawia się, w jaki sposób ruchy awangardowego doprowadziły do konieczności zmiany myślenia o sztuce – przede wszystkim o dziele i artyście. W swojej pracy wykorzystuje w głównej mierze prace Georga Wilhelma Hegla, Karola Marxa oraz Waltera Benjamina. Niemiecki teoretyk sztuki stara się w swojej pracy obalić wiele obiegowych sądów oraz nietrafionych krytyk, jakie spotkały awangardowych artystów.
Jego dzieło ukształtowało z kolei myślenie takich historyków sztuki jak Benjamin H. D. Buchloh i Clement Greenberg. Obecnie refleksja na temat awangardy przeniosła się bardziej na grunt recepcji sztuki neo-awangardowej. Buchloh rozumie ją jako formę recyclingu dawnych form obowiązujących w latach 20. XX wieku, natomiast Clement Greenberg widzi w niej artykulację specyficznych warunków produkcji w okresie powojennym.
Z kolei Hal Foster przygląda się neo-awangardzie z punktu widzenia teorii psychoanalitycznych, zwłaszcza psychoanalizy Lacanowskiej. Pokazuje on, że ruchy neoawangardowe nie muszą być odczytywane tylko w kluczu postmodernistycznej filozofii symulakrów, zniknięcia autora, spisku sztuki itd. Wręcz przeciwnie – to, co właściwe dla artystów tego nurtu to wysokie waloryzowanie rzeczy jako takiej, w swojej materialności i traumatyzującym wymiarze. W Powrocie Realnego analizuje w ten sposób m.in. dzieła amerykańskich twórców minimal artu oraz dzieła Andy’ego Warhola.